# Kotor (Bośnia i Hercegowina)
Kotor (cyr. Котор) – wieś w Bośni i Hercegowinie, w Republice Serbskiej, w gminie Mrkonjić Grad. W 2013 roku liczyła 311 mieszkańców.